# Miséricorde (film)
Pour les articles homonymes, voir Miséricorde (homonymie).
Pour plus de détails, voir Fiche technique et Distribution.
Miséricorde est un film français réalisé par Alain Guiraudie et sorti en 2024.
Il est sélectionné en section Cannes Première au festival de Cannes 2024.

## Synopsis
Jérémie retourne dans son village d'enfance de l'Aveyron, pour l'enterrement du boulanger, son ancien patron. Sa veuve, touchée par sa présence, lui propose de passer la nuit dans leur maison, dans la chambre de leur fils Vincent, aujourd'hui marié, et qui fut un camarade de collège de Jérémie. Celui-ci apprécie de passer à nouveau du temps dans ce village et décide de s'y attarder quelques jours. Il y retrouve aussi Walter, un autre ancien camarade qui vit isolé dans sa ferme, et fait connaissance avec le curé, Philippe.
Entre Jérémie et ces différents personnages, le désir et la violence commencent à circuler.

## Fiche technique
Sauf indication contraire, les informations mentionnées dans cette section peuvent être confirmées par les bases de données cinématographiques IMDb et Allociné,  présentes dans la section « Liens externes ».
- Titre original : Miséricorde
- Réalisation et scénario: Alain Guiraudie
- Musique : Marc Verdaguer
- Photographie : Claire Mathon
- Montage : Jean-Christophe Hym
- Direction artistique : Laurent Lunetta
- Décors : Emmanuelle Duplay
- Costumes : Khadija Zeggaï
- Production : Charles Gilibert
  - Production associée : Romain Blondeau
  - Coproduction : Charles Gillibert, Olivier Père, Joaquim Sapinho, Albert Serra, Montse Triola et Marta Vieira Alves
- Sociétés de production : CG Cinéma et Scala Films, en coproduction avec Andergraun Films, Rosa Filmes et Arte France Cinéma, en association avec les SOFICA Cinéaxe 5 et Cinécap 7
- Société de distribution : Les Films du losange
- Pays de production :  France
- Langue originale : français
- Format : couleurs - 2,35:1
- Genre : comédie dramatique, film policier
- Durée : 102 minutes
- Dates de sortie :
  - France : 20 mai 2024 (festival de Cannes) ; 16 octobre 2024 (sortie nationale)
  - Suisse : 5 juillet 2024 (Festival international du film fantastique de Neuchâtel)
  - Canada : 5 septembre 2024 (Festival international du film de Toronto) ; 2 octobre 2024 (Festival international du film d'Edmonton (en))
- Classification :
  - France : tous publics avec avertissement
  - Suisse : 14

## Distribution
Sauf indication contraire, les informations mentionnées dans cette section peuvent être confirmées par les bases de données cinématographiques IMDb et Allociné,  présentes dans la section « Liens externes ».
- Félix Kysyl : Jérémie Pastor
- Catherine Frot : Martine Rigal
- Jacques Develay : l'abbé Philippe Griseul
- Jean-Baptiste Durand : Vincent Rigal
- David Ayala : Walter Bonchamp
- Sébastien Faglain : le gendarme
- Salomé Lopes : la gendarme
- Tatiana Spivakova : Annie, femme de Vincent
- Serge Richard : Jean-Pierre Rigal (le mort)
- Elio Lunetta : Kilian, le fils de Vincent et Annie

## Production
Le scénario se base en partie sur le roman Rabalaïre qu'Alain Guiraudie a publié en 2021,. 
Le film a été tourné en novembre et décembre 2023 dans le sud-est de l'Aveyron, principalement dans le village de Sauclières, (renommé Saint-Martial). Quelques plans ont été tournés à la gare de Millau, dans la forêt du mont Aigoual, dans les gorges de la Dourbie, au col du Suquet, dans les communes voisines de Saint-Jean-du-Bruel et de Nant.

## Accueil
Le film réalise le meilleur démarrage de la carrière de son cinéaste et totalise 228 841 entrées.

## Distinctions

### Récompenses
- Prix Louis-Delluc 2024

### Nominations
- César 2025 :
  - Meilleur film
  - Meilleure réalisation pour Alain Guiraudie
  - Meilleur acteur dans un second rôle pour David Ayala
  - Meilleur acteur dans un second rôle pour Jacques Develay
  - Meilleure actrice dans un second rôle pour Catherine Frot
  - Meilleure révélation masculine pour Félix Kysyl
  - Meilleur scénario original pour Alain Guiraudie
  - Meilleure photographie pour Claire Mathon

### Sélection
- Festival de Cannes 2024 : Cannes Première[7]